# Robert M. La Follette Jr.

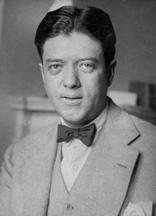
Robert M. La Follette, Jr.

Robert Marion La Follette, Jr., född 6 februari 1895 i Madison, Wisconsin, död genom självmord 24 februari 1953 i Washington, D.C., var en amerikansk politiker. Han representerade delstaten Wisconsin i USA:s senat 1925-1947.
Fadern Robert M. La Follette var guvernör i Wisconsin 1901-1906 och senator för Wisconsin 1906-1925.
Robert M. La Follette, Jr. studerade 1913-1917 vid University of Wisconsin-Madison utan att avlägga en examen. Han arbetade som privatsekreterare åt sin far 1919-1925. Fadern avled 1925 i ämbetet och sonen, "Young Bob", valdes som republikan till senaten. Han omvaldes 1928 som republikan och två gånger därefter för Progressiva partiet i Wisconsin. Han hade ett nära förhållande till fackföreningsrörelsen. Som ordförande i ett specialutskott 1936-1940 undersökte han arbetsgivarnas inskränkningar i arbetstagarnas rätt att organisera sig i USA. Han stödde Franklin D. Roosevelts New Deal-politik under de första åren, fram till 1938. La Follette var en ledande isolationist i senaten och stödde America First Committee som ville att USA inte skulle delta i andra världskriget.
Progressiva partiet hade under en lång tid en betydande ställning i Wisconsin. År 1946 lades verksamheten ned och La Follette kandiderade till omval i republikanernas primärval med en kampanj som betonade hans motstånd mot Förenta nationerna. Han förlorade mot Joseph McCarthy som sedan vann själva senatsvalet. Två år senare grundade Henry A. Wallace ett nytt progressivt parti som var mera vänsterorienterat än det som La Follette hade representerat.
La Follette lämnade senaten i januari 1947 men stannade kvar i Washington, D.C. som lobbyist. Han hittades död 24 februari 1953. La Follette hade skjutit sig själv. Historikern Patrick Maney har senare fört fram en teori att La Follette var rädd för att bli utsatt för efterträdaren McCarthys hetsjakt mot kommunister. Vissa av hans medarbetare hade under åren haft kontakt med kommunisterna.
La Follettes grav finns på Forest Hill Cemetery i Madison. Sonen Bronson La Follette var delstatens justitieminister (Wisconsin Attorney General) 1965-1969 och 1975-1987.